# Strymon albosparsa
Strymon albosparsa är en fjärilsart som beskrevs av Charles Oberthür. Strymon albosparsa ingår i släktet Strymon och familjen juvelvingar. Inga underarter finns listade i Catalogue of Life.